# Wereldkampioenschappen noords skiën 2017
De wereldkampioenschappen noords skiën 2017 (officieel: Stora Enso Nordic World Ski Championships 2017) werden van 22 februari tot en met 5 maart 2017 gehouden in Lahti.

## Wedstrijdschema
| Februari/Maart     | 22 | 23 | 24 | 25 | 26 | 27 | 28 | 1 | 2 | 3 | 4 | 5 | T  |
| ------------------ | -- | -- | -- | -- | -- | -- | -- | - | - | - | - | - | -- |
| Langlaufen         | Q  | 2  |    | 2  | 2  |    | 1  | 1 | 1 | 1 | 1 | 1 | 12 |
| Noordse combinatie |    |    | 1  |    | 1  |    |    | 1 |   | 1 |   |   | 4  |
| Schansspringen     |    | Q  | 1  | 1  | 1  |    |    | Q | 1 |   | 1 |   | 5  |
| Finales            | 0  | 2  | 2  | 3  | 4  | 0  | 1  | 2 | 2 | 2 | 2 | 1 | 21 |

## Medailles

### Langlaufen

#### Mannen
| Onderdeel             | Goud | Goud                                                                  | Zilver | Zilver                                                                     | Brons | Brons                                                            |
| --------------------- | ---- | --------------------------------------------------------------------- | ------ | -------------------------------------------------------------------------- | ----- | ---------------------------------------------------------------- |
| Sprint                | ITA  | Federico Pellegrino                                                   | RUS    | Sergej Oestjoegov                                                          | NOR   | Johannes Høsflot Klæbo                                           |
| 15 km klassieke stijl | FIN  | Iivo Niskanen                                                         | NOR    | Martin Johnsrud Sundby                                                     | NOR   | Niklas Dyrhaug                                                   |
| 30 km skiatlon        | RUS  | Sergej Oestjoegov                                                     | NOR    | Martin Johnsrud Sundby                                                     | NOR   | Finn Hågen Krogh                                                 |
| 50 km vrije stijl     | CAN  | Alex Harvey                                                           | RUS    | Sergej Oestjoegov                                                          | FIN   | Matti Heikkinen                                                  |
| Teamsprint            | RUS  | Nikita Krjoekov Sergej Oestjoegov                                     | ITA    | Dietmar Nöckler Federico Pellegrino                                        | FIN   | Sami Jauhojärvi Iivo Niskanen                                    |
| 4×10 km estafette     | NOR  | Didrik Tønseth Niklas Dyrhaug Martin Johnsrud Sundby Finn Hågen Krogh | RUS    | Andrej Larkov Aleksandr Bessmertnych Aleksej Tsjervotkin Sergej Oestjoegov | SWE   | Daniel Richardsson Johan Olsson Marcus Hellner Calle Halfvarsson |

#### Vrouwen
| Onderdeel             | Goud | Goud                                                            | Zilver | Zilver                                                 | Brons | Brons                                                               |
| --------------------- | ---- | --------------------------------------------------------------- | ------ | ------------------------------------------------------ | ----- | ------------------------------------------------------------------- |
| Sprint                | NOR  | Maiken Caspersen Falla                                          | USA    | Jessica Diggins                                        | USA   | Kikkan Randall                                                      |
| 10 km klassieke stijl | NOR  | Marit Bjørgen                                                   | SWE    | Charlotte Kalla                                        | NOR   | Astrid Jacobsen                                                     |
| 15 km skiatlon        | NOR  | Marit Bjørgen                                                   | FIN    | Krista Pärmäkoski                                      | SWE   | Charlotte Kalla                                                     |
| 30 km vrije stijl     | NOR  | Marit Bjørgen                                                   | NOR    | Heidi Weng                                             | NOR   | Astrid Jacobsen                                                     |
| Teamsprint            | NOR  | Heidi Weng Maiken Caspersen Falla                               | RUS    | Joelia Beloroekova Natalja Matvejeva                   | USA   | Sadie Bjornsen Jessica Diggins                                      |
| 4×5 km estafette      | NOR  | Maiken Caspersen Falla Heidi Weng Astrid Jacobsen Marit Bjørgen | SWE    | Anna Haag Charlotte Kalla Ebba Andersson Stina Nilsson | FIN   | Aino-Kaisa Saarinen Kerttu Niskanen Laura Mononen Krista Pärmäkoski |

### Noordse combinatie
| Onderdeel                | Goud | Goud                                                        | Zilver | Zilver                                               | Brons | Brons                                                      |
| ------------------------ | ---- | ----------------------------------------------------------- | ------ | ---------------------------------------------------- | ----- | ---------------------------------------------------------- |
| Gundersen normale schans | GER  | Johannes Rydzek                                             | GER    | Eric Frenzel                                         | GER   | Björn Kircheisen                                           |
| Gundersen grote schans   | GER  | Johannes Rydzek                                             | JPN    | Akito Watabe                                         | FRA   | François Braud                                             |
| Team                     | GER  | Björn Kircheisen Eric Frenzel Fabian Rießle Johannes Rydzek | NOR    | Magnus Moan Mikko Kokslien Magnus Krog Jørgen Gråbak | AUT   | Bernhard Gruber Mario Seidl Philipp Orter Paul Gerstgraser |
| Teamsprint               | GER  | Eric Frenzel Johannes Rydzek                                | NOR    | Magnus Moan Magnus Krog                              | JPN   | Yoshito Watabe Akito Watabe                                |

### Schansspringen

#### Mannen
| Onderdeel         | Goud | Goud                                            | Zilver | Zilver                                                                   | Brons | Brons                                                             |
| ----------------- | ---- | ----------------------------------------------- | ------ | ------------------------------------------------------------------------ | ----- | ----------------------------------------------------------------- |
| Normale schans    | AUT  | Stefan Kraft                                    | GER    | Andreas Wellinger                                                        | GER   | Markus Eisenbichler                                               |
| Grote schans      | AUT  | Stefan Kraft                                    | GER    | Andreas Wellinger                                                        | POL   | Piotr Żyła                                                        |
| Team grote schans | POL  | Piotr Żyła Dawid Kubacki Maciej Kot Kamil Stoch | NOR    | Anders Fannemel Johann André Forfang Daniel-André Tande Andreas Stjernen | AUT   | Michael Hayböck Manuel Fettner Gregor Schlierenzauer Stefan Kraft |

#### Vrouwen
| Onderdeel      | Goud | Goud        | Zilver | Zilver   | Brons | Brons          |
| -------------- | ---- | ----------- | ------ | -------- | ----- | -------------- |
| Normale schans | GER  | Carina Vogt | JPN    | Yuki Ito | JPN   | Sara Takanashi |

#### Gemengd
| Onderdeel           | Goud | Goud                                                           | Zilver | Zilver                                                                         | Brons | Brons                                           |
| ------------------- | ---- | -------------------------------------------------------------- | ------ | ------------------------------------------------------------------------------ | ----- | ----------------------------------------------- |
| Team normale schans | GER  | Carina Vogt Markus Eisenbichler Svenja Würth Andreas Wellinger | AUT    | Daniela Iraschko-Stolz Michael Hayböck Jacqueline Seifriedsberger Stefan Kraft | JPN   | Sara Takanashi Taku Takeuchi Yuki Ito Daiki Ito |

### Medailleklassement
| Plaats | Land             | Goud | Zilver | Brons | Totaal |
| 1      | Noorwegen        | 7    | 6      | 5     | 18     |
| 2      | Duitsland        | 6    | 3      | 2     | 11     |
| 3      | Rusland          | 2    | 4      | 0     | 6      |
| 4      | Oostenrijk       | 2    | 1      | 2     | 5      |
| 5      | Finland          | 1    | 1      | 3     | 5      |
| 6      | Italië           | 1    | 1      | 0     | 2      |
| 7      | Polen            | 1    | 0      | 1     | 2      |
| 8      | Canada           | 1    | 0      | 0     | 1      |
| 8      | Japan            | 0    | 2      | 3     | 5      |
| 9      | Zweden           | 0    | 2      | 2     | 4      |
| 10     | Verenigde Staten | 0    | 1      | 2     | 3      |
| 11     | Frankrijk        | 0    | 0      | 1     | 1      |
| Totaal | Totaal           | 21   | 21     | 21    | 63     |